# Geranomyia unicolor
Geranomyia unicolor is een tweevleugelige uit de familie steltmuggen (Limoniidae). De wetenschappelijke naam werd voor het eerst geldig gepubliceerd door Alexander Henry Haliday in 1833.
De soort komt voor in het Palearctisch gebied, meer bepaald in Engeland en Ierland. Het specimen dat Haliday beschreef was afkomstig uit de buurt van Donaghadee (Noord-Ierland).